# سانتا كلارا (يوتا)
سانتا كلارا (بالإنجليزية: Santa Clara, Utah)‏ هي مدينة تقع في الولايات المتحدة في مقاطعة واشنطن، يوتا. يقدر عدد سكانها بـ 6,277 نسمة ومساحتها 12.7 كم2 وترتفع عن سطح البحر 842 متر.

## التركيبة السكانية
حدّد مكتب تعداد الولايات المتحدة بيانات التركيبة السكانية لسانتا كلارا في تعداد الولايات المتحدة. في ما يلي، التركيبة السكانية حسب تعدادي 2000 و2010.

### تعداد عام 2000
بلغ عدد سكان سانتا كلارا 4,630 نسمة بحسب تعداد عام 2000، وبلغ عدد الأسر 1,225 أسرة وعدد العائلات 1,134 عائلة مقيمة في المدينة. في حين سجلت الكثافة السكانية 291.7 نسمة لكل كيلومتر مربع (755.5/ميل2). وبلغ عدد الوحدات السكنية 1,294 وحدة بمتوسط كثافة قدره 81.5 لكل كيلومتر مربع (211.1/ميل2).
وتوزع التركيب العرقي للمدينة بنسبة 97.32% من البيض و0.15% من الأمريكيين الأفارقة و0.30% من الأمريكيين الأصليين و0.28% من الأمريكيين ذوي الأصول الآسيوية و0.32% من سكان جزر المحيط الهادئ و0.48% من الأعراق الأخرى و1.14% من عرقين مختلطين أو أكثر و2.03% من الهسبانيون أو اللاتينيون من أي عرق.
بلغ عدد الأسر 1,225 أسرة كانت نسبة 59.2% منها لديها أطفال تحت سن الثامنة عشر تعيش معهم، وبلغت نسبة الأزواج القاطنين مع بعضهم البعض 86% من أصل المجموع الكلي للأسر، ونسبة 4.8% من الأسر كان لديها معيلات من الإناث دون وجود شريك، بينما كانت نسبة 1.8% من الأسر لديها معيلون من الذكور دون وجود شريكة وكانت نسبة 7.4% من غير العائلات. تألفت نسبة 6.4% من أصل جميع الأسر من عدة أفراد يعيشون في نفس المنزل ونسبة 3.6% كانت تتألف من شخص يعيش بمفرده يبلغ من العمر 65 عاماً أو أكثر. وبلغ متوسط حجم الأسرة المعيشية 3.78، أما متوسط حجم العائلات فبلغ 3.96.
بلغ العمر الوسطي للسكان 26.0 عاماً. وكانت نسبة 40.2% من القاطنين تحت سن الثامنة عشر، وكانت نسبة 9.3% بين الثامنة عشر والرابعة والعشرين عاماً، ونسبة 23.7% كانت واقعةً في الفئة العمرية ما بين الخامسة والعشرين والرابعة والأربعين عاماً، ونسبة 17.3% كانت ما بين الخامسة والأربعين والرابعة والستين، ونسبة 9.5% كانت ضمن فئة الخامسة والستين عاماً فما فوق. يوجد لكل 100 أنثى 105.0 ذكر، ويوجد لكل 100 أنثى في الثامنة عشر من عمرها فما فوق 101.8 ذكر.
بلغ متوسط دخل الأسرة في المدينة 52,770 دولارًا، أما متوسط دخل العائلة فبلغ 55,000 دولارًا. وكان متوسط دخل الذكور 41,350 دولارًا مقابل 21,495 دولارًا للإناث. وسجل دخل الفرد الخاص بالمدينة 15,957 دولارًا. وكانت نسبة 2.7% من العائلات ونسبة 3.5% من السكان تحت خط الفقر، وكان من هؤلاء نسبة 4.3% تحت سن الثامنة عشر ونسبة 2.8% في الخامسة والستين من العمر وما فوق.

### تعداد عام 2010
بلغ عدد سكان سانتا كلارا 6,003 نسمة بحسب تعداد عام 2010، وبلغ عدد الأسر 1,708 أسرة وعدد العائلات 1,540 عائلة مقيمة في المدينة. في حين سجلت الكثافة السكانية 378.3 نسمة لكل كيلومتر مربع (979.8/ميل2). وبلغ عدد الوحدات السكنية 1,876 وحدة بمتوسط كثافة قدره 118.2 لكل كيلومتر مربع (306.1/ميل2).
وتوزع التركيب العرقي للمدينة بنسبة 94.40% من البيض و0.43% من الأمريكيين الأفارقة و0.67% من الأمريكيين الأصليين و0.37% من الأمريكيين ذوي الأصول الآسيوية و0.65% من سكان جزر المحيط الهادئ و1.78% من الأعراق الأخرى و1.70% من عرقين مختلطين أو أكثر و4.88% من الهسبانيون أو اللاتينيون من أي عرق.
بلغ عدد الأسر 1,708 أسرة كانت نسبة 50.1% منها لديها أطفال تحت سن الثامنة عشر تعيش معهم، وبلغت نسبة الأزواج القاطنين مع بعضهم البعض 80.4% من أصل المجموع الكلي للأسر، ونسبة 7.5% من الأسر كان لديها معيلات من الإناث دون وجود شريك، بينما كانت نسبة 2.2% من الأسر لديها معيلون من الذكور دون وجود شريكة وكانت نسبة 9.8% من غير العائلات. تألفت نسبة 8.3% من أصل جميع الأسر من عدة أفراد يعيشون في نفس المنزل ونسبة 5% كانت تتألف من شخص يعيش بمفرده يبلغ من العمر 65 عاماً أو أكثر. وبلغ متوسط حجم الأسرة المعيشية 3.51، أما متوسط حجم العائلات فبلغ 3.72.
بلغ العمر الوسطي للسكان 31.1 عاماً. وكانت نسبة 36.3% من القاطنين تحت سن الثامنة عشر، وكانت نسبة 8.1% بين الثامنة عشر والرابعة والعشرين عاماً، ونسبة 21.9% كانت واقعةً في الفئة العمرية ما بين الخامسة والعشرين والرابعة والأربعين عاماً، ونسبة 22.3% كانت ما بين الخامسة والأربعين والرابعة والستين، ونسبة 11.4% كانت ضمن فئة الخامسة والستين عاماً فما فوق. وتوزع التركيب الجنسي للسكان بنسبة 49.9% ذكور و50.1% إناث.